# Petreni (okręg Harghita)
Petreni (węg. Homoródszentpéter) – wieś w Rumunii, w okręgu Harghita, w gminie Mărtiniș. W 2011 roku liczyła 190 mieszkańców.